# Catedral de Lisboa
Basílica de Santa María la Mayor de Lisboa o Sé de Lisboa (en portugués Catedral de Santa Maria Maior) es la catedral metropolitana y sede patriarcal de la ciudad de Lisboa en Portugal. Su construcción se inició en 1148, un año después de que Alfonso Enriques conquistara la ciudad. Está considerada como la iglesia más antigua de Lisboa. Está clasificada como Monumento Nacional desde 1910.
De estilo románico, fue construida bajo la dirección de Roberto de Lisboa y se ubicó en el área que ocupaba la mezquita y en la que anteriormente había ocupado un templo romano. Los trabajos de construcción se realizaron con relativa rapidez lo que permitió que en 1150, estando completada la capilla mayor, se pudiera consagrar. El edificio ha sido modificado en varias ocasiones y ha sobrevivido a varios terremotos. Actualmente es el resultado de una mezcla de distintos estilos arquitectónicos.
El claustro, de estilo gótico, lo mandó construir el rey Denis I y el deambulatorio Alfonso IV para recibir a los pelegrinos que acudían al templo a venerar las reliquias de San Vicente. La sacristía renacentista fue construida en 1649 la capilla mayor fue remodelada tras el terremoto de Lisboa de 1755.

## Historia

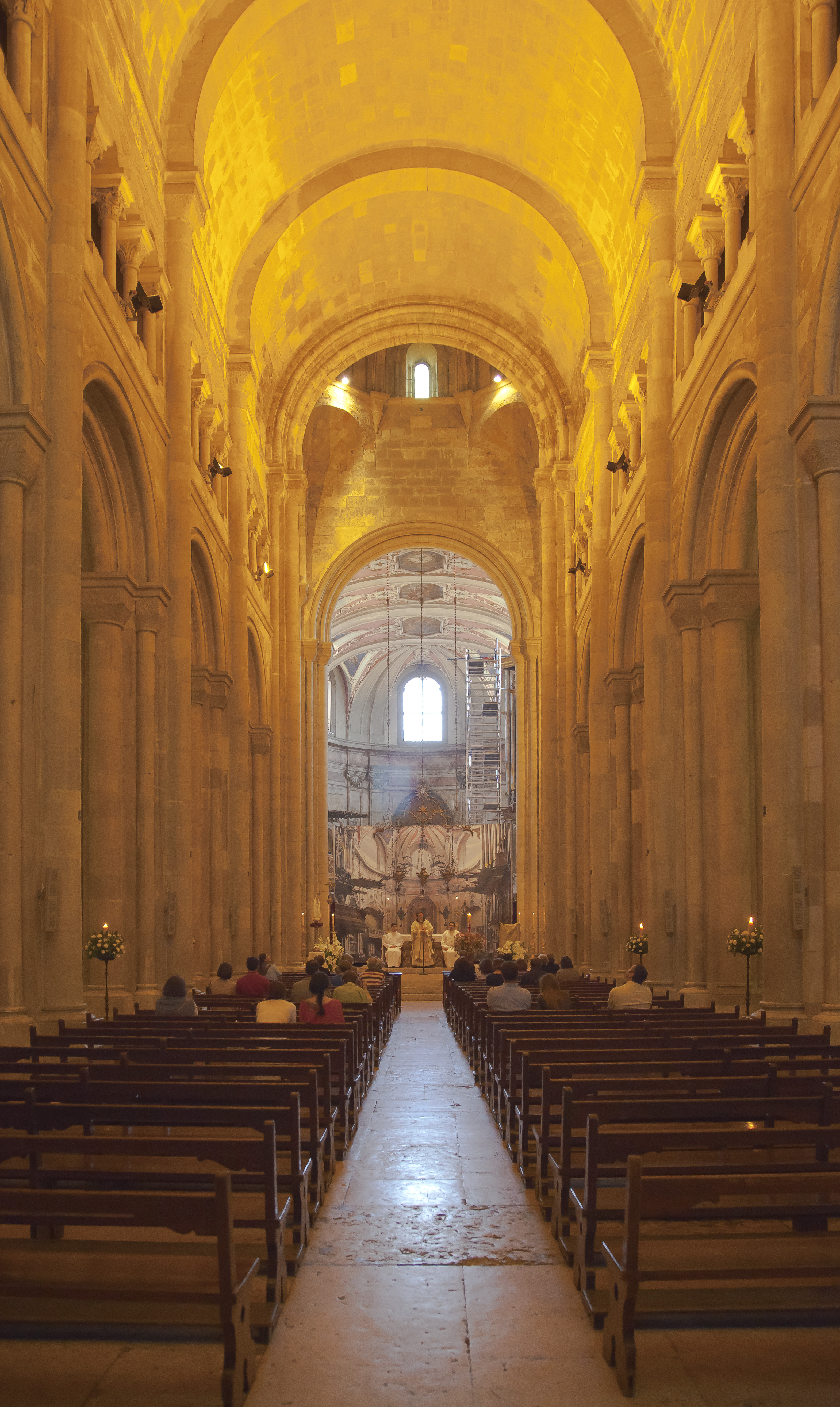
Interior de la catedral

Lisboa es sede de una diócesis desde el siglo IV d. C. Después del periodo de dominación visigoda, la ciudad fue conquistada por los musulmanes y se mantuvo bajo control árabe desde el siglo VIII hasta el siglo XII cuando en 1147 fue conquistada por Alfonso I de Portugal. En ese periodo se permitía a los cristianos vivir en Lisboa y los alrededores y mantenmer sus costumbres y fe, Lisboa contaba con un obispo mozárabe.
Tras la conquista se nombró obispo de Lisboa al inglés Gilberto de Hastings que restauró la diócesis lisboetense. En 1147 comienzan las obras del primer edificio que finalizarían en 1247. Se estima que se levantó sobre la antigua mezquita de la ciudad aunque falta documentacuión fehaciente para afirmarlo, Entre las hipótesis más plausibles, podemos destacar la que defiende el Abad de Castro en su obra O Templo da Invocación de Santa María en la que menciona que pudo haber existido en el mismo sitio un templo pagano consagrado al Dios Sol, en época de Paulo de Olisipo romana (Apolo-Sol). Esto ha sido respaldado por el hallazgo de inscripciones romanas en la parte subterránea de la catedral descubierta tras el terremoto; una serpiente tallada en el cimborrio que puede simbolizar a Phiton (la que mató al dios); también Emílio Hübner (“Notícias Arqueológicas de Portugal”) defiende la existencia de un templo pagano desde tiempos de Décimo Junio Bruto, hipótesis que se apoya en la certeza de la existencia del foro de Paulo de Olisipo en el espacio frente a la fachada principal de la Sé, con una basílica o un templo entre sus edificios. También es de tener en cuenta la conversión al Cristianismo de la ciudad en época del obispo Potamio, y la posibilidad de que este o sucesores, hubiesen transformado el templo pagano en un templo del Paleocristiano de planta central. Esto se apoya en la existencia de una serie de piedras labradas reutilizadas en la actual Sede. Tras la invasión por parte de los pueblos islámicos, algunos autores defienden que el edificio existente hubiese sido aprovechado para uso como mezquita, sin introducir reformas relevantes. Lo más probable es que Afonso Henriques mandara reconstruir la Sede sobre un edificio que no sería árabe. De este modo, lo que se produciría sería la reforma y ampliación de un templo Paleocristiano surgido en época constanina, utilizado bajo dominio suevo y visigodo, y posiblemente también bajo dominio islámico.
El edificio original era de estilo Románico tardío, conformado por tres naves con triforio, crucero volado y crucero con tres capillas. Muy similar al de la Catedral Vieja de Coímbra siguiendo los modelos normandos, el proyecto fue dirigido por Mestre Roberto de Lisboa, probablemente de origen normando, quien trabajó en la construcción de la Catedral de Coimbra, Lisboa y el Monasterio de Santa Cruz de Coimbra. Afonso Henriques trae desde el Algarve las reliquias de San Vicente de Huesca qiue sería el patrón de la ciudad, y quedan depositadas en la catedral. A fina del les del siglo XIII Dionisio I de Portugal construyó un convento gótico y su sucesor, Alfonso IV, convirtió la capilla principal en panteón real para sí y su familia. Las influencias normandas estarían relacionadas con la estrecha relación que durante la Segunda cruzada entablaron los portugueses con los ingleses que dio lugar al nombramiento de Gilberto de Hastings como obispo de Lisboa.
En 1498, la reina Leonor fundó la Misericórdia de Lisboa en una de las capillas del convento de la catedral. La Misericórdia es una institución caritativa católica que luego se expandió por otras ciudades y que fue muy importante en Portugal y en sus colonias.

### Edad Media
Entre los siglos XIII y XIV se construyó el claustro gótico, una de las principales obras arquitectónicas del reinado de Dionisio I de Portugal. Su sucesor, Afonso IV, modificó la parte trasera de la iglesia románica, mandando construir un ábside con girola de estilo gótico para ser utilizado como panteón familiar. La voluntad del rey se quedó expresada en su testamento, fechado en 1345, en el que dice que 

Sin embargo D. Affonso IV. por gracia de Dios Rey de Portugal, y el Algarve, el honor y la alabanza de Dios, y de la Gloriosa Virgen Santa Maria sa Madre, y de Martre S. Vicente fueron construidos por mis propios gastos en la Iglesia Catedral de Lisboa û el Cuerpo del Beato S. Vicente ya, la capilla mayor de dicha Iglesia con otras capillas alrededor, que oí oye junto a mi tumba; y queriendo añadir más en esta obra para que Dios sea alabado, y me dé el galardón nuestro santo gloria del Paraizo.

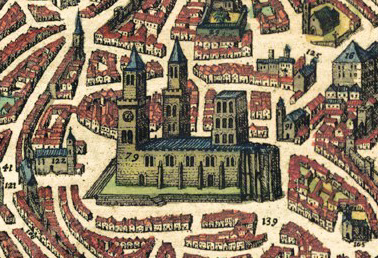
Catedral de Lisboa en un mapa del (Civitates orbis terrarum). Las torres terminaban en pináculos y la torre sobre la cruz tenía tres plantas

A pesar de la prohibición medieval de enterrar a los laicos en el presbiterio, se hizo una excepción para el rey Afonso IV por su heroica actuación en la Batalla del Salado de 1340. El nuevo crucero comenzó a construirse en la primera mitad del siglo XIV finalizando a principios del siglo XV, durante el reinado de Juan I de Portugal, cuando las tumbas de Alfonso IV y su esposa, Beatriz de Castilla, fueron trasladados a la capilla mayor. La creación de un deambulatorio con una serie de capillas en el ábside fue una obra de modernización de la Catedral que la hizo más apta para recibir a los peregrinos que venían a ver las reliquias de San Vicente. En el siglo XIV, Lisboa y la Catedral se vieron afectadas por varios terremotos. Un fuerte terremoto a principios del siglo XV provocó cambios en las obras, en esa época es posible que los arcos que conectaban el corredor del deambulatorio con el presbiterio estuvieran cerrados.
A lo largo de los siglos, la Catedral fue decorada con diversos monumentos y altares, la mayoría de los cuales se han perdido o se encuentran dispersos por otras propiedades. El presbiterio albergaba el sepulcro con las reliquias de San Vicente, que fue decorado hacia 1470 con un gran retablo pintado -el llamado Paneles de San Vicente de Lisboa- de autoría atribuida a Nuno Gonçalves, pintor real de Alfonso V de Portugal. Los paneles, obra maestra de la pintura portuguesa del XV, fueron desmontados en 1614 y hoy se encuentran, junto con otras pinturas de la Catedral asociadas a São Vicente, en el Museo Nacional de Arte Antiguo de Lisboa.
En 1498, la reina Leonor de Viseo fundó la Hermandad de Invocación a Nuestra Señora de la Merced en la Capilla de Pedra Solta en el claustro de la Catedral. La Hermandad finalmente dio origen a la Santa Casa de la Misericordia de Lisboa, institución caritativa católica que se extendió a otras ciudades del reino y colonias.

### Destrucción

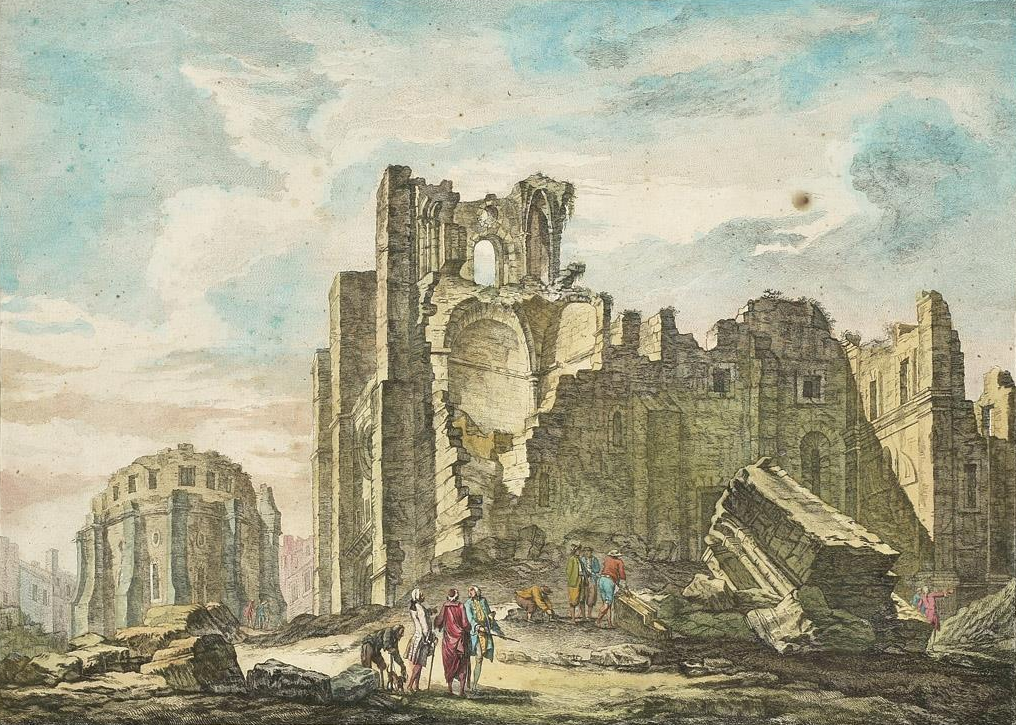
Ruinas de la iglesia de Santa María Mayor después del Terremoto de 1755, por Jacques Philippe Le Bas (1757).

A mediados del siglo XVII se construyó una sacristía de estilo manierista junto a la fachada sur. En el siglo XVIII se reforma la capilla gótica la cabecera en estilo barroco. El edificio fue afectado por el terremoto de 1755, el cual destruyó  la Capilla del Santísimo Sacramento, la torre sur y la decoración del presbiterio, incluidas las tumbas reales, y el claustro. Así mismo el Cimborrio se derrumbó parcialmente dañando parte de las bóvedas de las naves que fueron reconstruidas en madera.
En las décadas siguientes, la Catedral pasó por varias reformas y una campaña de redecoración. Así, entre 1761 y 1785, se reconstruyó la Capilla del Santísimo. Entre 1769 y 1771, Reinaldo Manuel dos Santos coordinó importantes obras de restauración de la torre sur de la fachada principal, construyó el techo de madera de la nave y remodelación del presbiterio, incluida la pintura de la bóveda y la decoración en estuco de Félix da Costa. Las naves se cubrieron con madera pintada decoración y estuco y el nuevo revestimiento de madera de la nave central se dotó de óculo que dejaba pasar la luz.
En el presbiterio se reconstruyó el panteón real en 1781 depositando los restos de mortales de los reyes de Portugal en nuevos sarcófagos tallados por Joaquim Machado de Castro y entre 1787 y 1788 se realizaron nuevas tribunas reales construidas por António Ângelo. Entre 1785 y 1786 Joaquim António Peres Fontanes construyó dos nuevos órganos en el presbiterio cuyas cajas fueron talladas por António Ângelo.

## Reformas

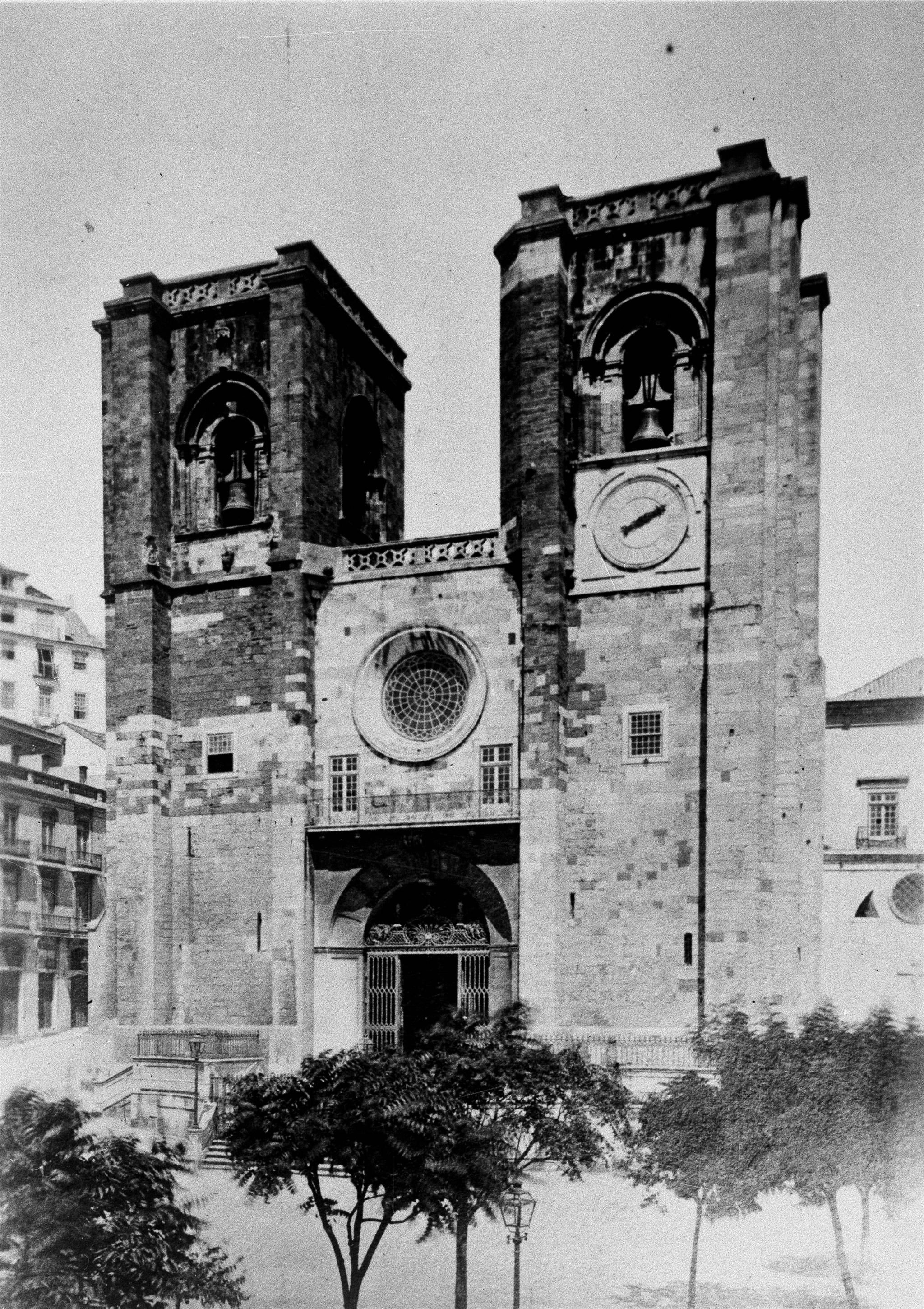
La catedral de Lisboa en el, antes de las intervenciones de Augusto Fuschini y António do Couto Abreu. En comparación con la fachada actual, nótese la ausencia de almenas y la drástica diferencia entre el rosetón y el pórtico.

La primera transformación llevada a cabo en la Catedral ocurre a finales del siglo XII, todavía bajo el reinado de Alfonso III de Portugal. Durante esta obra se ejecutó un anexo en fachada norte, desde el brazo del transepto hasta donde ahora está la puerta de la misma fachada, este anexo funcionaría más tarde como la cámara del Patriarca.
Durante el reinado de Dionisio I de Portugal y seguramente con influencias del obispo Mateus (1258-1282) se dota a la sede de un claustro con forma típica de las órdenes monásticas europeas, contando con jardín, balaustrada, columnatas muy decoradas y carácter peripatético. A este claustro se le han dado muchos apodos como el de "Claustro del Silencio". Esta intervención apenas transformó el esqueleto románico.
El segundo lote de operaciones comienza con la construcción de la que hoy se conoce como la capilla de São Bartolomeu dos Regatos. Con esta obra la fachada norte acaba por perder todos sus ventanales románicos y solo queda de ella una puerta que tuvo que ser trasladada del primer tramo al tercero y ahora permanece semi-escondida entre ambas intervenciones góticas. Estas obras se llevaron a cabo bajo el reinado de Alfonso IV.
A continuación, en el mismo reinado, se sustituyó toda la cabecera románica por otra de bóveda ojival en abril de 1334. Esta es una de las mayores transformaciones que sufre el esqueleto románico de la catedral. Estas obras fueron probablemente ejecutadas con la idea de consagrar un mayor espacio a la adoración del patrón de la ciudad, San Vicente.
Durante esta misma etapa de Alfonso IV hubo dos grandes terremotos: en 1337 y en 1344, por tanto, no es de extrañar que se llevaran a cabo todas estas transformaciones en el mismo periodo. Los terremotos siempre han sido un problema para Lisboa y para su catedral. Durante los siglos XIV y XVI se produjeron varios, pero el peor de todos fue el 1755, que destruyó la capilla gótica y el panteón real. El convento y varias capillas también se vieron afectadas por el terremoto y por el fuego posterior. La catedral fue reconstruida en parte y, a principios del siglo XX, se le dio el aspecto que presenta en la actualidad tras una profunda restauración. En los últimos años, diversas excavaciones han descubierto restos romanos, árabes y medievales en el entorno de la catedral.
En la primera mitad del siglo XX se llevó a cabo una importante campaña de restauración en la que se retiraron gran parte de los elementos añadidos de la época barroca con el objetivo de devolver al monumento su aspecto medieval. En 1902 Augusto Fuschini realizó el proyecto de un edificio de estilo neogótico. Derribó algunas construcciones  que flanqueaban el templo,  reconstruyó bóvedas, restauró y abrió ventanas y coronó el edificio con almenas. Tras la muerte de Fuschini en 1911 se hizo cargo del proyecto António do Couto Abreu que hizo hincapié en  privilegiar las estructuras medievales aún existentes. para lo que reconstruyó la  bóveda de la nave central y rehízo la fachada colocando el rosetón entre otras actuaciones que dieron al monumento el aspecto neorrománico actual. Aunque estaba previsto la construcción de una capilla neogótica en el presbiterio la oposición de los arquitectos Raul Lino y Baltasar de Castro evito que se alterara la decoración post-terremoto del presbiterio y de la Capilla del santísimo.
Las obras de reforma y restauración fueron inauguradas el 5 de mayo de 1940 en una gran ceremonia promovida por el Estado Novo. Se realizó un Te Deum que abrió los actos de celebración del VIII Centenario de la Fundación de Portugal y el III Centenario de la Independencia. La catedral también fue el centro de  los actos de la conmemoración del VIII Centenario de la Conquista de Lisboa a los Moros, en 1947.

## Características arquitectónicas
La larga serie de renovaciones, terremotos y reconstrucciones hicieron de la Catedral actual una mezcla de estilos. La última campaña de restauración le dio un carácter revivalista, pero todavía se pueden distinguir muchos elementos originales.

### Planta y capillas

Planta de la catedral de Lisboa

| N.º | Descripción                                  |
| --- | -------------------------------------------- |
| 1   | Sacristía                                    |
| 2   | Camarín del Patriarca                        |
| 3   | Capilla de San Vicente                       |
| 4   | Capilla del Santísimo Sacramento             |
| 5   | Capilla de la Santísima Trinidad             |
| 6   | Capilla de Santa Ana                         |
| 7   | Antiguo Cartório                             |
| 8   | Capilla de San Ildefonso                     |
| 9   | Capilla de San Cosme y San Damián            |
| 10  | Capilla de Nuestra Señora de la Piedad       |
| 11  | Capilla de San Sebastián                     |
| 12  | Capilla de San Juan Evangelista              |
| 13  | Capilla de San Laureano                      |
| 14  | Capilla de Nuestra Señora de Belém           |
| 15  | Capilla de Jesús de la Sentencia             |
| 16  | Capilla de San Antonio de Lisboa             |
| 17  | Capilla de nuestra Señora de Tocha           |
| 18  | Capilla de San Aleixo                        |
| 19  | Capilla de San Miguel y Almas                |
| 20  | Primitiva Hermandad de la Misericordia       |
| 21  | Primitiva Hermandad de la Misericordia       |
| 22  | ?                                            |
| 23  | Sepultura de Estavão Rodrigues e Mór Martins |

### Fachadas
El diseño original de Románico de la catedral de Lisboa era muy similar al de la Catedral Vieja de Coímbra, también construida a partir de la segunda mitad del siglo XII en adelante. Desde la construcción inicial de los siglos XII y XIII, la Catedral mantiene el esquema general de planta en cruz latina de tres naves escalonada con crucero que sobresale. La nave tiene seis tramos, siendo la nave central más alta que las laterales, estando cubierta por bóvedas de cañón y las laterales por bóvedas de arista. El crucero es igualmente abovedado, coronado por rosetones en ambos extremos. Sobre las naves laterales hay un triforio (galería), de estilo románico, con un arco abierto que conduce a la nave central. Sobre el crucero se alza un Cimborrio, con una bóveda octogonal.
La fachada principal de la iglesia, orientada a poniente, fue muy modificada en las restauraciones del siglo XX, pero el esquema general de un cuerpo central con portal y rosetón flanqueado por dos altas torres contrafuertes sigue el trazado románico original. En las restauraciones del siglo XX se reconstruyó el rosetón, se abrieron algunas ventanas y se coronaron las torres y el cuerpo central con almenas. Las torres de forma cuadrada tienen arcos de arquivolta en el último registro, lo que permite ver las campanas en el interior. La torre norte sigue siendo en gran parte auténtica, pero la sur tuvo que ser parcialmente reconstruida tras el Terremoto de 1755. Dentro de la torre norte hay una cámara cubierta por una bóveda con cuatro mascarones románicos en las esquinas, muy similar a la bóveda del crucero de la Catedral Vieja de Coímbra.
El portal principal está protegido por un nártex y sigue siendo el original románico. Tiene cuatro arquivoltas con ocho capiteles esculpidos con motivos vegetales y figurativos. Las esculturas figurativas tienen diferentes temas: hombres peleando sobre leones, el Arcángel Miguel venciendo al dragón, una figura de reina (quizás representando una virtud) y tres pequeños personajes que podrían representar mártires de Lisboa. En la fachada norte también hay un portal de época románica, con capiteles con diferentes motivos y probablemente ejecutados por otros artistas.

### Las naves
Tres naves conforman el interior de la catedral, la central más alta que las laterales rematada por una galería de arcadas, el triforio, similar a la Catedral de Coímbra y cubierta por una bóveda de cañón que fue reconstruida en la restauración realizada a principios del siglo XX. El presbiterio está iluminado por vidrieras destacando del resto de la estancia que se caracteriza por su oscuridad propiciando un bonito juego de luces.
En el lado izquierdo o del evangelio, se encuentra el baptisterio decorado con pinturas y azulejos azules y blancos que cuentan episodios de la vida de San Antonio de Padua. La pila bautismal está hecha de mármol y tiene forma octogonal. Cerca de él, está la capilla de San Bartolomé mandada construir en 1324 por el comerciante lisboeta Bartolomeu Joanes. El 
Destacan las verjas de hierro forjado, madera y bronce que cierran las capillas que son magníficos ejemplos característicos del románico portugués.

### El crucero
La zona del crucero conserva las bóvedas románicas originales. Sin embargo, durante las obras de restauración de principio del siglo XX, se añadieron rosetones y arcadas en los extremos de los brazos del mismo, que son de dudosa autenticidad. El centro se cubre con una bóveda 
octogonal que se remata con un cimborrio con apoyo en nervaduras sobre cerchas angulares. Originalmente, como se puede apreciar en imágenes antiguas de la Catedral, este cimborrio era de planta cuadrada y de tres cuerpos pero tras el terremoto de 1755 se redujo a una sola sección cubierta de techo. En la parte norte del crucero se ubica la capilla del Santísimo Sacramento, decorada en estilo barroco.

### El deambulatorio y el Vestidor del Patriarca
Tras la capilla mayor se encuentra el deambulatorio en el que en su parte externa se ubican las nueve capillas radiantes todas ellas realizadas en estilo gótico. Las obras se iniciaron bajo el reinado de Alfonso IV y se acabaron bajo el de Juan I. 
Las capillas están dedicadas, del lado de la epístola al lado del evangelio, a San Vicente, San Sebastián, Virgen de la Piedad, San Cosme y San Damián, San Ildefonso, Santa María la Mayor, Santa Ana, Virgen de la Pena de Francia y Espíritu Santo. En estas capillas hay varios sarcófagos, como los góticos de los Lopo Fernandes pacheco y su mujer María Vilalobos o a del primer arzobispo de Lisboa Joan Eanes o la de una infanta en la que destaca la verja de hierro románica o la pintura Aparición de Cristo a san Valentín de Alexandrino de Carvalho de 1781 y un belén mecánico de 1766 realizado por Joan Machado de Castro.
En la parte del evangelio se ubica el llamado Vestidor del Patriarca, el lugar donde el patriarca se acababa de vestirse para realizar los diferentes actos litúrgicos. Destaca en la sala un retablo barroco realizado en mármol, en la parte inferior, y madera con pan de oro en la superior en las que se ubican las imágenes de Santa Ana con la virgen María niña, San Sebastián y San José y dos pinturas sobre lienzo, El encuentro de Santa Ana con San Joaquín ante la Puerta Dorada, el ‘'Nacimiento de la Virgen y un Calvario.
En este espacio se muestran varias de ropa litúrgica como una misericordia, una capa magna, una cruz patriarcal de doble travesaño, un báculo y siete mitras, las tallas de San Pedro y San Pablo, ambas del siglo XVII y varias pinturas.

### La sacristía
Situada en el lado de la epístola está la sacristía manierista realzada en 1649 por el arquitecto Marcos de Magalhaes. Destaca la decoración con mármoles policromados y el techo estucado con pinturas aleróricas del siglo XVIII y el cofre de madera de António Vaz de Castro. En este recinto se exhiben varias piezas de los siglos XVII, XVIII y XIX. La sacristía no sufrió daños relevantes durante el terremoto de 1755.

### Capilla de Bartolemé Joenes
En los pies del Aldo del evangelio se encuentra la capilla mausoleo del Bartolemé Joenes, rico comerciantes lisboeta, realizada en 1324. Es de estilo gótico con un techo en bóveda ojival y una portada en pórtico gótico de cinco arquivoltas. Iluminada con una vidriera con motivos navales en su interior se encuentra el sarcófago gótico con la estatua yaciente de Bartolemé Joenes.
Se encuentran en esta capilla una tela bordada del siglo XVII, una colección de portapaces y una colección de pintura renacentista del taller de Cristóvao de Figueiredo y Garcia Fernandes con escenas de la vida de Cristo y del martirio de san Bartolomé fechadas en 1537.

### El claustro

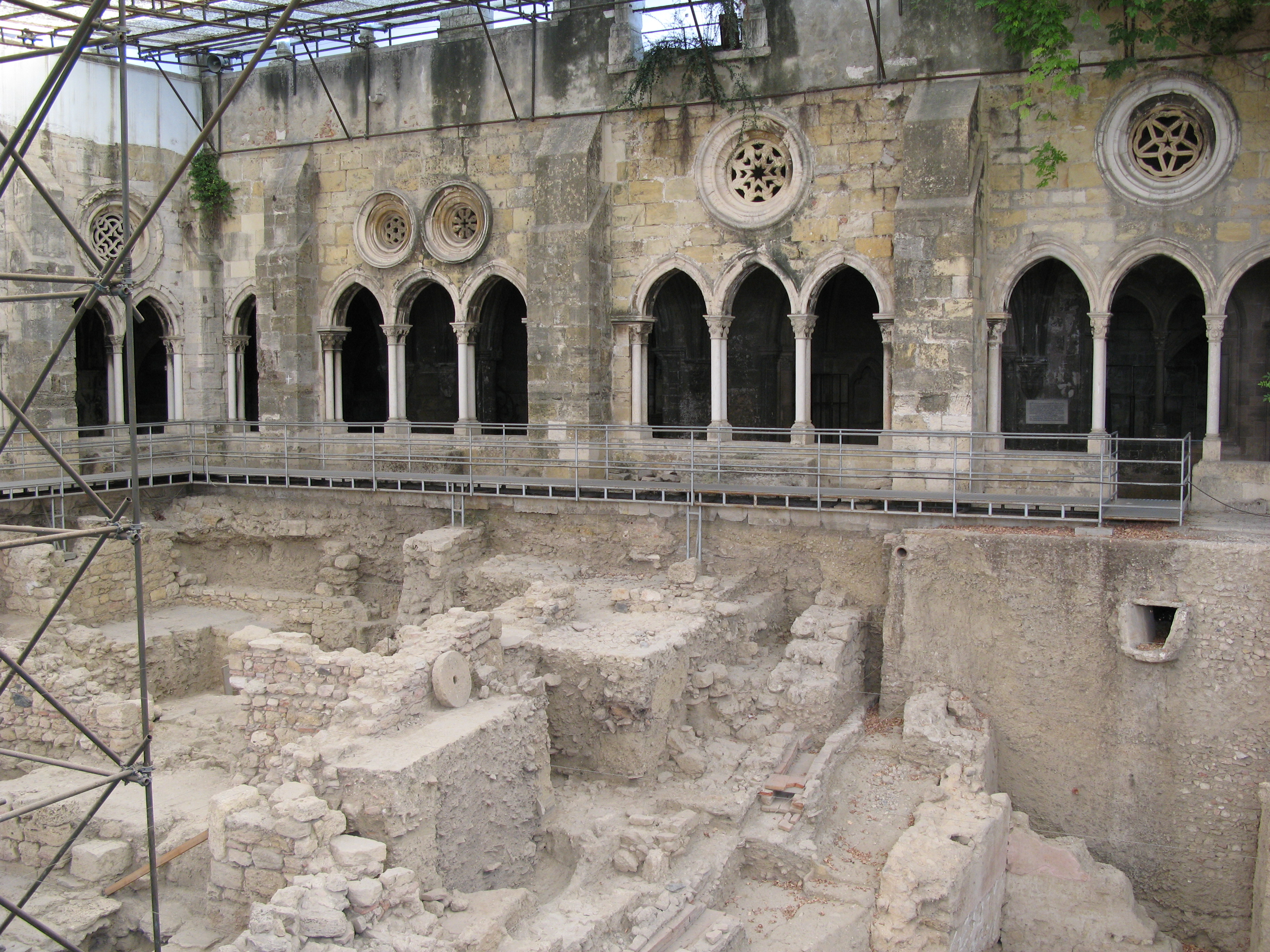
Vista del encuentro entre las alas norte (izquierda) y este del claustro. En el patio se pueden ver las excavaciones arqueológicas

El claustro gótico de la Catedral fue construido durante el reinado de Dinis y se ubica a la parte este de la iglesia, detrás de la cabecera. En general, los claustros se construyeron junto a templos medievales, pero es probable que el desnivel del solar de la Catedral de Lisboa, en la ladera de una colina, hiciera imposible construir un claustro ni en el lado norte ni en el lado sur.  Otro aspecto "extraño" del claustro de la Catedral es la planta trapezoidal, teniendo en cuenta que normalmente los claustro tenían planta cuadrada regular. No se conocen las razones para adoptar este plan, pero podría estar relacionado con las dificultades del terreno y el tejido urbano existente. La ubicación en una colina requirió un gran trabajo de nivelación del terreno, en además de la construcción de grandes muros de contención, especialmente en el lado sur. Además, una buena parte de la ciudad intramuros del siglo XIII tuvo que ser destruida para dar cabida a la nueva estructura.
La cronología de las obras del claustro es poco conocida. Hay referencia documental a una importante actividad edificatoria en la Catedral en 1332 que tradicionalmente se ha relacionado con las obras del claustro, pero es posible que en este lugar se hayan realizado las obras del crucero de Afonso IV, y que el claustro sea obra anterior. De hecho, consta en un documento que, en 1281, hubo actividad constructiva en la Catedral a cargo de un tal Miguel Martins, quizás relacionados con la preparación del terreno para la implantación del claustro. Otros documentos indican que a partir de 1302 comenzaron a realizarse enterramientos en capillas del claustro, y la capilla de San Esteban, ubicada en el esquina sureste de la plaza, habría estado casi terminada en 1305. Con base en esta evidencia, el historiador Paulo Fernandes considera que el claustro habría sido terminado en los primeros años del siglo XIV.
El claustro actual tiene tres alas en los lados norte, este y sur, cubiertas por bóvedas de crucería con ojivas. Estas bóvedas presentan algunas "anomalías" formales debido a la inusual planta trapezoidal del recinto. Las alas norte y este están dotadas de varias capillas. Las capillas del lado norte (de oeste a este) están dedicadas a San Juan Evangelista, San Lorenzo, Nuestra Señora de Belém, Señor Jesús de la buena sentencia, Santo António de Padua y Nuestra Señora de la Torcha. En el lado este, las capillas están dedicadas (de norte a sur) a Santo Aleixo, San Miguel y Almas, Nuestra señora de la Piedad de la Tierra Solta (dos capillas), San Gervasio y San Esteban, esta última antigua Sala Capitular. El ala sur fue muy afectada por el terremoto de 1755 y el posterior incendio, que provocó la ruina de parte de la bóveda, y fue ampliamente restaurada en el siglo XX. En la esquina sureste del claustro, Augusto Fuschini construyó una ventana neogótica con  balcón que permite ver el río Tajo.

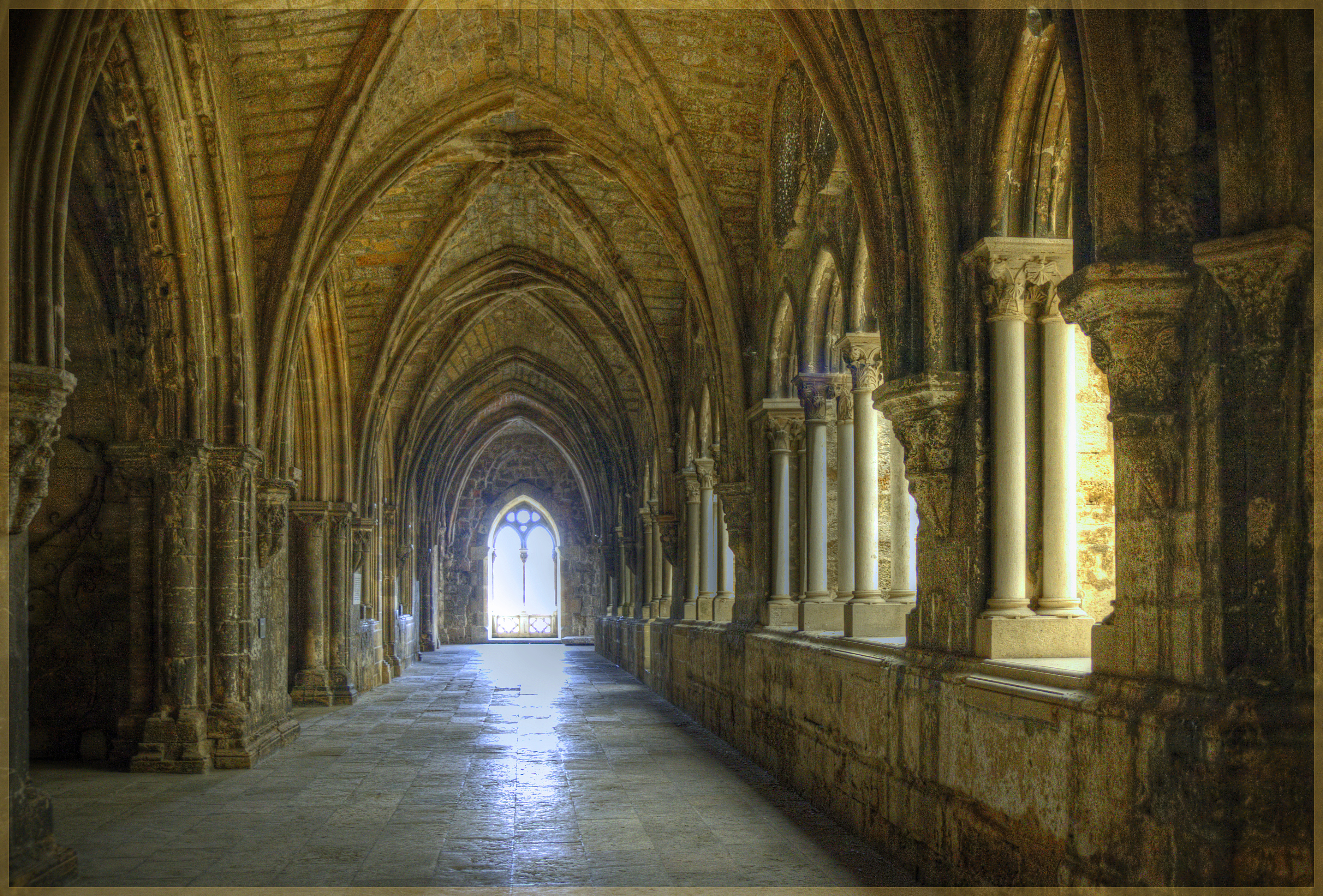
Ala este del claustro hacia el lado sur

Las fachadas de las alas que dan al centro del patio presentan arcos apuntalados y contrafuertes escalonados que marcan las secciones de las alas. Estos contrafuertes, de aspecto arcaico y que parecen demasiado robustos para las estructuras que soportan, pudieron haber sido construidos de esa forma debido a la relativa inestabilidad del terraplén sobre el que se construyó el claustro. Las arcadas descansan sobre doble columnas con capiteles de decoración vegetal. Sobre las arcadas hay óculos (aberturas circulares) con decoración geométrica.
Durante la Edad Media, una de las principales funciones de las capillas del claustro era la funeraria, al servicio de la élite de la ciudad. A pesar de sufrir graves daños en el terremoto e incendio de 1755, algunas merecen una mención especial. La Capilla de San Lorenzo, en el ala norte, tiene un arca con tapa en forma de rombo con espadas en relieve y, a los lados, las armas de Lourenço Anes, fundador de la capilla. La Capilla de Santo Aleixo, cubierta por un arco abovedado, tiene cuatro arcosolios con tumbas con figuras yacentes. Uno de estos, que data del siglo XIV, pertenece a una dama de identidad desconocida.
La gran Capilla de Nuestra Señora de la Pedra Solta, que ocupa dos secciones del ala este, es el lugar donde la Santa Casa da Misericórdia de Lisboa fue fundada por la reina Leonor de Viseu, en 1498. El acceso a la capilla se realiza a través de un portal con tres arquivoltas que descansan sobre delgadas columnas, estando flanqueado el portal por dos ventanas. En su interior se encuentran dos sepulcros con sepulcros: el de Margarida Albernaz, del segundo cuarto del siglo XIV, y la de un obispo no identificado, de la primera mitad del siglo XIV.

## Órganos
La Catedral de Lisboa alberga tres órganos de diferentes períodos. El instrumento más antiguo está en el lado del Evangelio y fue construido por Joaquim António Peres Fontanes entre 1785 y 1786, junto con un órgano similar en el lado de la Epístola, que fue trasladado al panteón Nacional (Iglesia de Santa Engracia) en el año 60 para permitir la instalación del nuevo órgano Flentrop. El órgano Peres Fontanes tiene un manual y una pedalera y actualmente ya no está operativo.

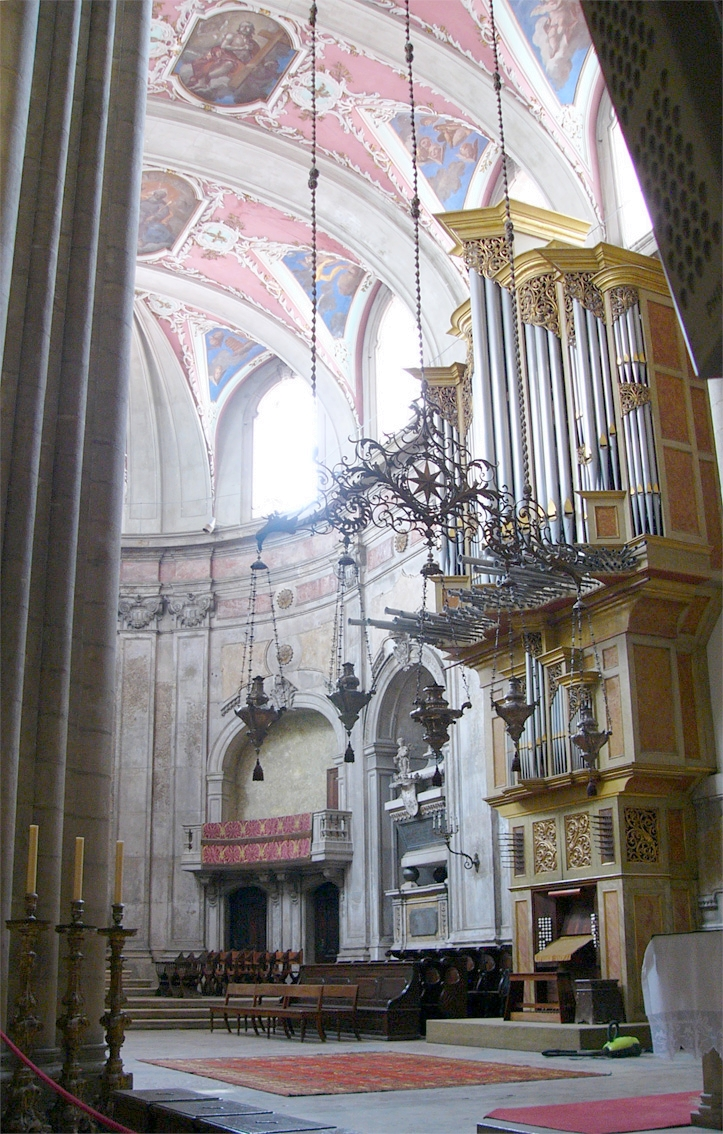
Capilla Mor de la Catedral de Lisboa.

El órgano del lado de la Epístola fue construido por D. A. Flentrop en 1964 y restaurado en 2012, también por el mismo taller de órganos. El órgano tiene 51 registros, cuatro manuales y pedalera.
| I Positivo C–g3 |      |
| Quintatão       | 8'   |
| Cubierto        | 8'   |
| Acanalado       | 4'   |
| Flauta Cham.    | 4'   |
| Octavo          | 2'   |
| Decimonoveno    | 1/3' |
| Platillo III-IV |      |
| Sesquiáltera II |      |
| Fagot           | 8'   |
| Trémolo         |      |

| II Cuerpo Principal C–g3 |       |
| Quintatão                | 16'   |
| Estriado                 | 8'    |
| Flauta Cham.             | 8'    |
| Octava Real              | 4'    |
| Tapadinho                | 4'    |
| Quincena                 | 2'    |
| Docena                   | 2/3'  |
| Decimoséptimo            | 13/5' |
| IV completo              |       |
| Platillo III             |       |
| Cuerno Real V            |       |
|                          |       |
| De guardia               |       |
| Cuerno Mayor             | 16'   |
| Corneta de batalla       | 8'    |

| Expresivo III C–g3 |     |
| Salicional         | 8'  |
| Flauta traversa    | 8'  |
| Acanalado          | 4'  |
| Flauta cónica      | 4'  |
| Flauta             | 2'  |
| IV completo        |     |
| Relámpago III      |     |
| Cromona            | 16' |
| Charamela          | 8'  |
| Trémolo            |     |

| IV Positivo desde el frente C–g3 |     |
| Bastón                           | 8'  |
| Flauta de punta                  | 4'  |
| Quincena                         | 2'  |
| Pífano                           | 2'  |
| Vigésimo segundo                 | 1'  |
| Súper platillo III               |     |
| Real                             | 8'  |
| Trémolo                          |     |
|                                  |     |
| De guardia                       |     |
| Dulzaina                         | 16' |

| Pedalera C–f1      |       |
| Flauta mayor       | 16'   |
| Contrabajo         | 16'   |
| Abierto            | 8'    |
| Cubierto           | 8'    |
| Octavo             | 4'    |
| IV completo        |       |
| Flauta de chimenea | 51/3' |
| Flautas            |       |
| Bombardeo          | 16'   |
| Trompeta           | 8'    |
|                    |       |
| De guardia         |       |
| Bajito             | 4'    |
| Chirimía           | 2'    |

Acoplamientos: I/II, III/II, I/P, II/P, III/P
También hay un pequeño órgano de coro en el área del coro alto.

## Tesoro de la Catedral
El acceso al tesoro de la Catedral se realiza a través de la torre sur, en lo alto de las escaleras, a la derecha. Alberga una variada colección de platas, como una cruz del siglo XVI, de la época de la Unión Ibérica, trajes eclesiásticos, estatuas, manuscritos iluminados y reliquias asociadas a San Vicente. Entre las piezas expuestas destaca la Custodia de Don José, también llamada Ostensorio de la catedral de Lisboa. Una magnífica pieza de orfebrería del siglo XVII que se estructura como una catequesis sobre la Eucaristía. Fue realizada por Joaquín Caetano de Carvalho y en ella se usarón 17,209 kg de oro y 4120 piedras preciosas. También es reseñable una arqueta relicario del siglo XVII realizada en madreperla y plata que recoge las reliquias de San Vicente y el cáliz y patena de plata del siglo XVI.
Sala Capitular
A la Sala Capitular se accede a través del Tesoro de la Catedral, que data del siglo XVIII.